# Coupe d'Europe des nations d'athlétisme en salle 2008
La 4e édition de Coupe d'Europe des nations d'athlétisme en salle s'est déroulée le 16 février 2008 à Moscou, en Russie. La compétition était organisée sous l'égide de l'Association européenne d'athlétisme.
Pour cette ultime édition de la compétition, la Russie réalise le doublé. S’il s’agit de la première victoire pour l’équipe russe masculine, l’équipe féminine reste invaincue en quatre éditions.

## Résultats

### Hommes
| Épreuve                           | Or                                                                                      | Argent                                                                        | Bronze                                                                                  |
| --------------------------------- | --------------------------------------------------------------------------------------- | ----------------------------------------------------------------------------- | --------------------------------------------------------------------------------------- |
| 60 mètres                         | Łukasz Chyła 6 s 61                                                                     | Andrey Yepishin 6 s 62                                                        | Dmytro Hlushchenko 6 s 63                                                               |
| 400 mètres                        | Johan Wissman 46 s 55                                                                   | Claudio Licciardello 46 s 57                                                  | Maksim Dyldin 46 s 60                                                                   |
| 800 mètres                        | Luis Alberto Marco 1 min 49 s 58                                                        | Livio Sciandra 1 min 49 s 73                                                  | Yuriy Koldin 1 min 49 s 91                                                              |
| 1 500 mètres                      | Diego Ruiz 3 min 48 s 31                                                                | Christian Obrist 3 min 48 s 85                                                | Bartosz Nowicki 3 min 49 s 02                                                           |
| 3 000 mètres                      | Sergey Ivanov 8 min 16 s 02                                                             | Cosimo Caliandro 8 min 16 s 03                                                | Sergio Sánchez 8 min 19 s 26                                                            |
| 60 m haies                        | Yevgeniy Borisov 7 s 44 NR                                                              | Jackson Quiñónez 7 s 57                                                       | Thomas Blaschek 7 s 71                                                                  |
| 2000 m relais (800/600/400/200 m) | Russie Dmitriy Bogdanov Yuriy Borzakovskiy Vladislav Frolov Roman Smirnov 4 min 10 s 58 | Allemagne Robin Schembera Steffen Co Ingo Schultz Stefan Kuhlee 4 min 12 s 07 | Italie Christian Neunhäuserer Maurizio Bobbato Domenico Rao Matteo Galvan 4 min 15 s 91 |
| Saut à la perche                  | Sergey Kucheryanu 5,65 m                                                                | Renaud Lavillenie 5,60 m                                                      | Tobias Scherbarth 5,50 m                                                                |
| Triple saut                       | Yevgeniy Plotnir 16,77 m                                                                | Andreas Pohle 16,43 m                                                         | Viktor Yastrebov 16,34 m                                                                |

### Femmes
| Épreuve                           | Or                                                                                              | Argent                                                                                    | Bronze                                                                                   |
| --------------------------------- | ----------------------------------------------------------------------------------------------- | ----------------------------------------------------------------------------------------- | ---------------------------------------------------------------------------------------- |
| 60 mètres                         | Svetlana Nabokina 7 s 24                                                                        | Verena Sailer 7 s 26                                                                      | Anna Bahdanovich 7 s 31                                                                  |
| 400 mètres                        | Olesya Zykina 51 s 91                                                                           | Nataliya Pyhyda 52 s 42                                                                   | Agnieszka Karpiesiuk 53 s 09                                                             |
| 800 mètres                        | Ewelina Sętowska-Dryk 2 min 01 s 50                                                             | Elisa Cusma Piccione 2 min 01 s 73                                                        | Mayte Martínez 2 min 02 s 57                                                             |
| 1 500 mètres                      | Olesya Chumakova 4 min 15 s 28                                                                  | Esther Desviat 4 min 16 s 56                                                              | Natallia Kareiva 4 min 16 s 74                                                           |
| 3 000 mètres                      | Yelena Sidorchenkova 8 min 57 s 78                                                              | Silvia Weissteiner 8 min 58 s 94                                                          | Sabrina Mockenhaupt 9 min 00 s 26                                                        |
| 60 m haies                        | Josephine Onyia 7 s 93                                                                          | Yauhenia Valadzko 8 s 07                                                                  | Tatyana Dektyareva 8 s 10                                                                |
| 2000 m relais (800/600/400/200 m) | Russie Tatyana Paliyenko Tatyana Firova Yuliya Gushchina Anastasiya Kapachinskaya 4 min 43 s 22 | Biélorussie Sviatlana Usovich Iryna Khliustava Anna Kozak Anastasia Shuliak 4 min 48 s 25 | Pologne Agnieszka Sowińska Małgorzata Pskit Grażyna Prokopek Marta Jeschke 4 min 53 s 23 |
| Saut en hauteur                   | Ariane Friedrich 2,00 m                                                                         | Ruth Beitia 1,98 m                                                                        | Tatyana Kivimyagi 1,95 m                                                                 |
| Saut en longueur                  | Lyudmila Kolchanova 6,60 m                                                                      | Concepción Montaner 6,57 m                                                                | Viktoriya Rybalko 6,51 m                                                                 |
| Lancer du poids                   | Denise Hinrichs 17,84 m                                                                         | Assunta Legnante 17,74 m                                                                  | Oksana Gaus 17,27 m                                                                      |

## Par équipes
| Rang  | Pays  | Total points | Or | Argent | Bronze | Total médailles |
| ----- | ----- | ------------ | -- | ------ | ------ | --------------- |
| 1     | RUS   | 67           | 5  | 1      | 2      | 8               |
| 2     | ESP   | 49           | 2  | 1      | 1      | 4               |
| 3     | ITA   | 46           | 0  | 4      | 1      | 5               |
| 4     | GER   | 46           | 0  | 2      | 2      | 4               |
| 5     | POL   | 35           | 1  | 0      | 1      | 2               |
| 6     | SWE   | 30           | 1  | 0      | 0      | 1               |
| 7     | UKR   | 29           | 0  | 0      | 2      | 2               |
| 8     | FRA   | 27           | 0  | 1      | 0      | 1               |
| Total | Total | Total        | 9  | 9      | 9      | 27              |

| Rang  | Pays  | Total points | Or | Argent | Bronze | Total médailles |
| ----- | ----- | ------------ | -- | ------ | ------ | --------------- |
| 1     | RUS   | 77           | 6  | 0      | 3      | 9               |
| 2     | GER   | 53           | 2  | 1      | 1      | 4               |
| 3     | ESP   | 50           | 1  | 3      | 1      | 5               |
| 4     | POL   | 45           | 1  | 0      | 2      | 3               |
| 5     | ITA   | 44           | 0  | 3      | 0      | 3               |
| 6     | BLR   | 41           | 0  | 2      | 2      | 4               |
| 7     | UKR   | 37           | 0  | 1      | 1      | 2               |
| 8     | FRA   | 23           | 0  | 0      | 0      | 0               |
| Total | Total | Total        | 10 | 10     | 10     | 30              |